# Olof Toffteen
Olof Alfred Toffteen, född 26 juni 1863 i Sproge socken, död 14 februari 1929 i Chicago, var en svenskamerikansk präst, religionsforskare och orientalist.
Olof Toffteen var son till skepparen Johan Petter Tofftén och Ingrid Kristina Magdalena (Helena) Hermansdotter. Han avlade mogenhetsexamen i Visby 1885 och studerade en tid teologi i Uppsala. 1888 emigrerade han till USA, där han fortsatte sina studier vid Augustanasynodens teologiska seminarium i Rock Island men snart anslöt sig till den protestantiska episkopalkyrkan. Han prästvigdes 1893 och verkade i Minneapolis för episkopalkyrkans utbredning. Där grundade han sex församlingar. 1902–1905 var han präst i Chicago och studerade samtidigt vid universitet där. 1905 blev han Doctor of Philosophy. Toffteen var de följande fem åren innehavare av lärostolen i semitiska språk vid Western Theological Seminary i Chicago. Han blev 1912 ledare för National Institute of Education i Chicago och var från 1913 rektor för det av honom grundade svensk-amerikanska läroverket Scandia Academy där. Toffteen grundade även ett flertal akademiska sammanslutningar. Toffteen utgav en rad religionsvetenskapliga arbeten. Utom Våra fäders kyrka (1897) märks Myths and Bible. Some hints to the value of Scandinavian Mythology upon Biblical Research (1899), Ancient Records of Egypt (5, 1906), Ancient Chronology (1, 1907), Researches in Assyrian and Babylonian Geography (1908), The Historic Exodus (1909) samt The Cornerstone (1919).